# Bert Voskuil
Cornelis Carel Albert (Bert) Voskuil ('s-Gravenhage, 6 november 1929 – Naarden, 29 april 2019) was een Nederlands jurist en oprichter en eerste directeur van het T.M.C. Asser Instituut.

## Biografie
Voskuil was een zoon van de journalist  Klaas Voskuil (1895-1975) en Antonetta Fenna Trijntje Lubbers (1900-1953), dochter van de boomkweker Cornelis Carel Albert Lubbers (1865-1934), naar wie hij werd vernoemd. Hij was een broer van de volkskundige en schrijver J.J. Voskuil (1926-2008). Hij trouwde met Karin Astrid des Bouvrie (1929-1990) met wie hij verschillende kinderen kreeg. Hij promoveerde in 1962 aan de Universiteit van Amsterdam op De internationale bevoegdheid van de Nederlandse rechter in het bijzonder in zaken van echtscheiding en alimentatie. In 1965 was hij oprichter en de eerste directeur van het T.M.C. Asser Instituut; die laatste functie zou hij tot zijn pensioen in 1994 bekleden. In 1965 en 1975 was hij de samensteller van beschrijvingen van het instituut. Vanaf 1976 werkte hij als onderzoeksleider in opdracht van het ministerie van Justitie aan de uitgave van Verzameling, ordening en publicatie van rechterlijke uitspraken.
Voskuil schreef en redigeerde een aantal werken over het internationaal privaatrecht. Vanwege die werken en zijn functie werden hem twee eredoctoraten verleend: een van de universiteit van Uppsala en een van die van Zagreb. In 1993 werd hij benoemd tot ridder in de Orde van de Nederlandse Leeuw. Hij schreef onder meer biografische artikelen over de naamgever van 'zijn' instituut, Tobias Asser (1838-1913), en over prof. jhr. mr. Haro van Panhuys (1916-1976). Voorts werkte hij mee aan verscheidene (congres)bundels en pre-adviezen op zijn vakgebied.
In 1992 werd hem een bundel aangeboden met essays over nationaal en internationaal procesrecht.
In het werk van zijn broer Het Bureau komt hij geregeld voor.
Mr. dr. C.C.A. Voskuil overleed in 2019 op 89-jarige leeftijd.